# MBK Center
MBK Center (тайск. เอ็มบีเค เซ็นเตอร์) — крупный торговый центр в Бангкоке, Таиланд. Восьмиэтажный центр вмещает около 2000 магазинов, ресторанов и точек обслуживания.
В 2009 году руководство MBK Center сообщило о ежедневном количестве посетителей более 100 000 человек, половина из которых — молодые тайцы, а треть — иностранные гости.

## История
MBK Center был крупнейшим торговым центром в Азии, когда открылся 7 февраля 1985 года. Располагается на земле, арендованной у соседнего университета Чулалонгкорн. MBK Center был назван в честь родителей застройщика Сиричая Булакула: Ма и Бункронга, чьи статуи находятся на первом этаже. На седьмом этаже раньше находился MBK Hall, который был концертным залом для популярных тайских и иностранных певцов в 1980-х и 1990-х годах, теперь там находятся 8 кинотеатров, управляемых SF Group.

## Магазины
- Don Quijote
- Tops Supermarket
- Supersports Factory Outlet
- 7-Eleven
- Kudsan Bakery & Coffee
- SF Cinema 8 Cinemas (Zigma CineStadium и Cinecafe 1 Cinema)
- Food Legends By MBK
- Pathumwan Princess Hotel
- Thanachart Bank (головной офис)
- Animate (Japan Manga Alliance)

## Расположение
MBK Center находится в районе Патхумван, на юго-западном углу перекрестка улиц Рама I-роуд и Пхаятай-роуд. Находится недалёко от Siam Square, куда можно попасть со второго этажа по крытому пешеходному мосту через дорогу Пхаятай-роуд, а также от Siam Center и Сиам-Парагон, которые находятся через дорогу Рама I-роуд от Siam Square. Торговый центр находится рядом с Национальным стадионом.

## Транспорт
- BTS Skytrain — станция BTS Национальный стадион, также в пешей доступности от станции BTS Сиам.
- Сэнсэп — Хуачанг находится в пешей доступности.

## Планировка

### Универмаг
Дисконтный магазин Don Quijote находится в северной части MBK Center.

### Отель
Отель Pathumwan Princess находится в южной части MBK Center.